# Chrysomus icterocephalus
Chrysomus icterocephalus là một loài chim trong họ Icteridae.

## Hình ảnh

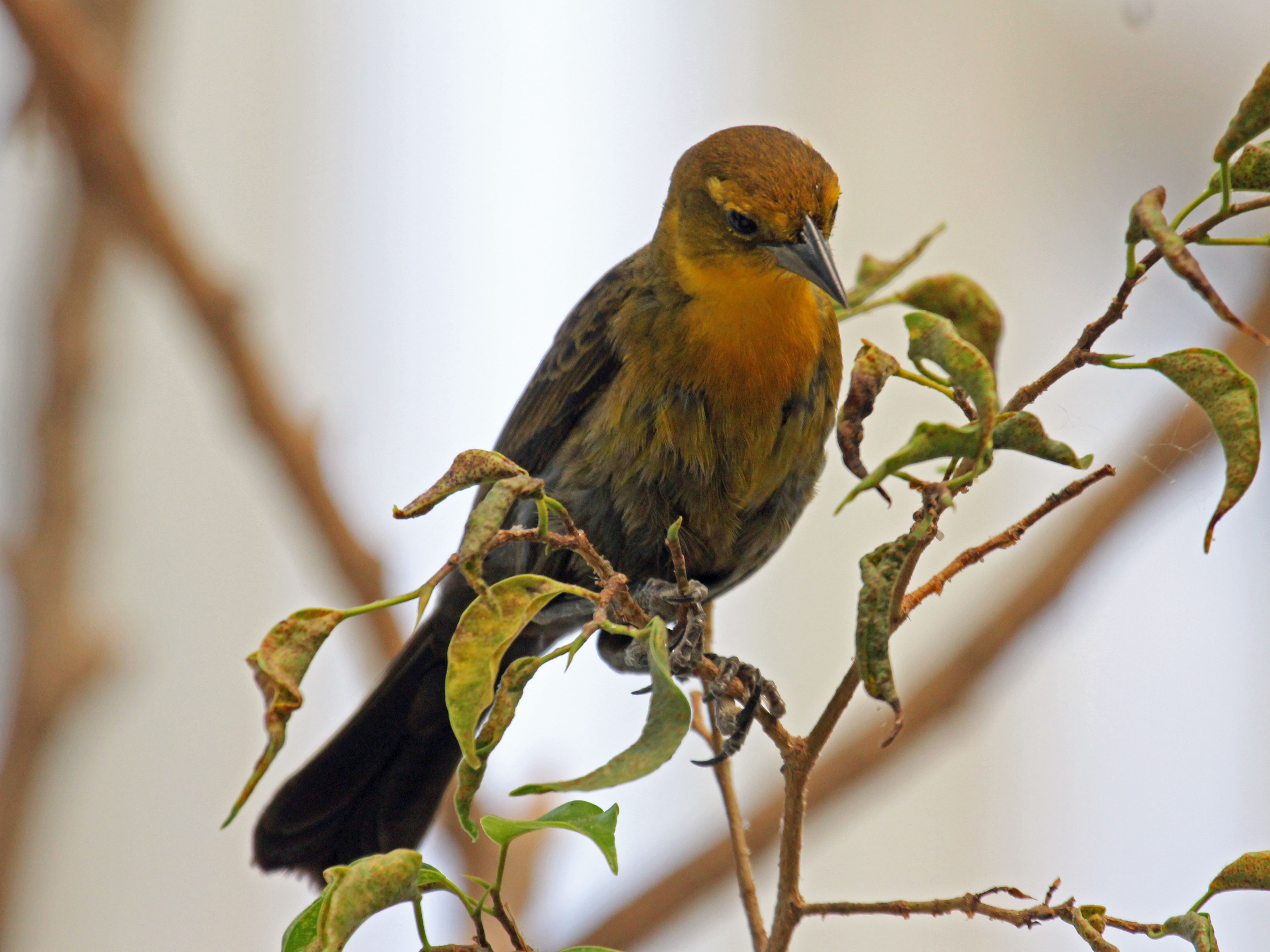
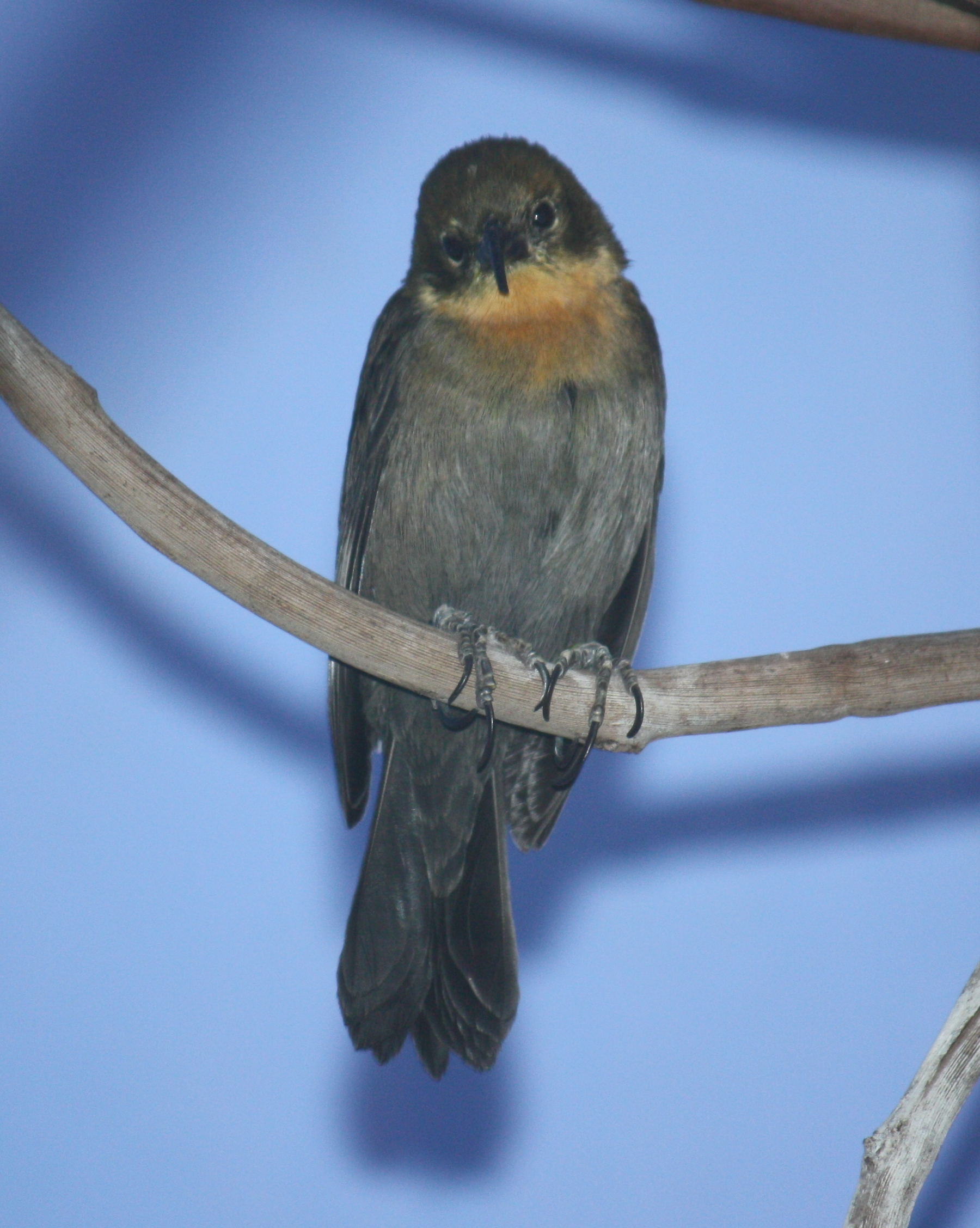
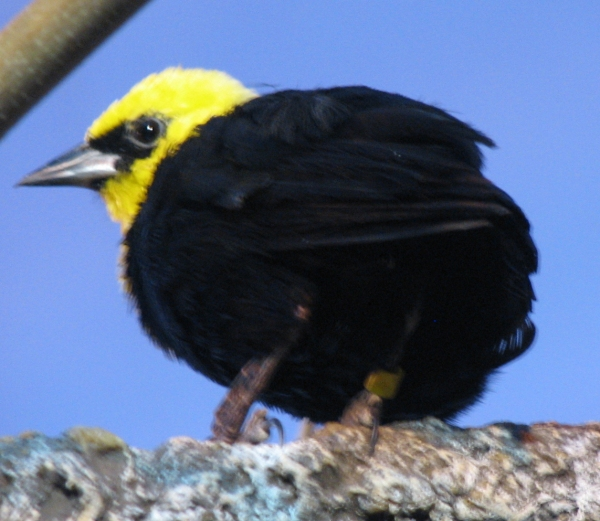
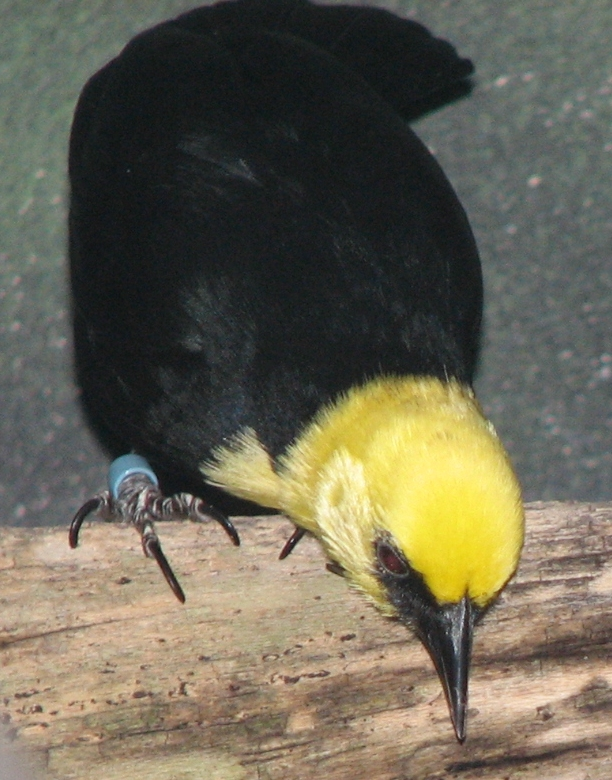
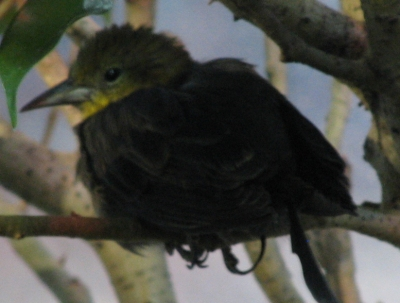